# Степан Бобек
Степан Бобек (серб. Стјепан Бобек; 3 грудня 1923, Загреб, КСХС — 22 серпня 2010, Белград, Сербія) — югославський футболіст, нападник белградського клубу «Партизан» і збірної Югославії.

## Клубна кар'єра
Перші роки футбольної кар'єри грав за загребські клуби: «Конкордія», «Личанин» і «Граджянскі», в 1945 році перейшов в клуб Югославської народної армії, а з 1946 року — в клуб «Партизан», в якому грав до 1959 року. За 13 років гри в клубі Бобек зіграв 468 матчів і забив 403 гола, двічі ставав переможцем чемпіонату Югославії (1946—1947 і 1948—1949), чотири рази переможцем Кубка Югославії (1947, 1952, 1954, 1957). У 1995 році був обраний найкращим футболістом «Партизана» всіх часів.

## Кар'єра в збірній
9 травня 1946 року в товариському матчі зі збірною Чехословаччини у Празі дебютував у збірній Югославії, а перший гол за збірну забив у матчі-реванші 29 вересня, коли Югославія перемогла Чехословаччину з рахунком 4:2. Останній матч провів 16 вересня 1956 року зі збірною Угорщини, провівши за 10 років 63 матчі і забивши 38 голів (максимальна кількість за всю історію збірної Югославії).
Зі збірної брав участь у двох чемпіонатах світу — 1950 року в Бразилії і 1954 року в Швейцарії, а також на двох Олімпіадах — 1948 року в Лондоні і 1952 року в Гельсінкі, на яких виборов дві срібні медалі.

## Кар'єра тренера
Завершивши футбольну кар'єру, Бобек став тренером. Він працював в Польщі, Тунісі, Югославії та Греції, включаючи непримиренних суперників — «Панатінаїкос» і «Олімпіакос». Проте найбільших досягнень здобув з рідним «Партизаном», тричі привівши його до чемпіонства Югославії.
22 серпня 2010 року помер в Белграді у віці 86 років. Лікарі лікарні в столиці Сербії не оприлюднили причину смерті уродженця Хорватії.

## Досягнення

### Як гравця
Партизан
- Чемпіон Югославії (2): 1946-47, 1948-49
- Володар Кубка Югославії (4): 1947, 1952, 1954, 1956-57

Югославія
- Срібний олімпійський призер: 1948, 1952

### Індивідуальні
- Найкращий футболіст Югославії 1954 року.
- Найкращий бомбардир чемпіонатів Югославії (2): 1945, 1953-54
- Найкращий футболіст в історії «Партизана».
- Володар національного рекорду по числу забитих за національну збірну голів.
- Володар національного рекорду за кількістю голів, забитих в Кубку Югославії — 41 (в 35 матчах).
- 18.06.1949 в матчі чемпіонату «Партизан» — «Октобар» забив 9 голів (рекорд чемпіонату Югославії).
- У 1951 в кубковому матчі «Партизан» — «Слога» (Петровац-на-Млаві) (15:0) забив 8 голів (національний кубковий рекорд).

### Як тренер
Партизан
- Чемпіон Югославії (3): 1960-61, 1961-62, 1962-63

Панатінаїкос
- Чемпіон Греції (2): 1963-64, 1964-65
- Володар Кубка Греції (1): 1966-67

Вардар
- Переможець югославської Другої ліги (1): 1978-79